# Vesna Pusić
Vesna Pusić (Zagabria, 25 aprile 1953) è una politica croata.

## Biografia
Figlia di due insegnanti, la Pusić nacque a Zagabria e dopo gli studi in filosofia e sociologia divenne una ricercatrice universitaria.
Attiva in politica fin dagli anni settanta, fu esponente del movimento femminista jugoslavo. In seguito alla disgregazione della Jugoslavia nel 1990, la Pusić fu una delle fondatrici del Partito Popolare Croato e ne ricoprì il ruolo di presidente dal 2000 al 2008. In occasione delle elezioni parlamentari del 2000, venne eletta deputata per poi essere riconfermata anche nel 2003 e nel 2007.
Nel 2009 fu la candidata del proprio partito alle presidenziali, ma arrivò quinta su dodici candidati e non poté così accedere al ballottaggio. Nel 2011 entrò a far parte del governo di Zoran Milanović con il ruolo di Ministro degli Esteri e due anni dopo venne anche rieletta presidente del Partito Popolare Croato - Liberal Democratici.
Vesna Pusić è considerata una grande sostenitrice dei diritti LGBT e per questo ha ottenuto il premio di "persona gay-friendly del decennio" da parte degli organizzatori del gay pride di Zagabria.